# 金澤まい
金澤 まい（かなざわ まい、1993年1月19日 - ）は、日本の女性声優。埼玉県秩父市出身。アクセント所属。

## 経歴
アクセント附属養成所シャイン15期生。
小学4年生の頃、母親の勧めで子役の事務所に入るが、小学校卒業後にタレント活動から離れる。その後、埼玉県立秩父高等学校に進学し、声優養成所にも通う。そして、専門学校タレント学科に入り、2013年に芸能事務所に所属する。
2016年4月より放送の『三者三葉』で初めて主役を演じる。これに対して、「テレビから私の声が聞こえてくる事で親孝行ができるのでうれしい。」と語っている。
2022年4月1日、Twitterで入籍を発表した。

## 人物
アルバイトで巫女を務めたことがある。
柔道は初段であるほか、神道文化検定3級の資格も持っている。
趣味は、ジャズダンス、タップダンス、ラーメン屋巡り。特技には、御神札作り、御朱印の判子押しを挙げている。
好きな食べ物として、ラーメン、つけ麺、油そばをあげている。

## 出演
太字はメインキャラクター

### テレビアニメ
2015年
- モンスター娘のいる日常（女の子）

2016年
- 三者三葉（小田切双葉）
- NEW GAME!（車内アナウンス、男の子）
- アイカツスターズ!（女性カメラマン）

2017年
- 武装少女マキャヴェリズム（いくみん、手下）
- アイドルタイムプリパラ（2017年 - 2018年、ガイ子）
- 異世界食堂（ウェイトレス）

2018年
- 多田くんは恋をしない（女子生徒）
- あそびあそばせ（岡さん、副会長、遊び人四天王、女生徒C）
- ラディアン（係員）

2019年
- 川柳少女（女子B、女性、牛丼屋店員）
- 彼方のアストラ（グルッピー）
- 超人高校生たちは異世界でも余裕で生き抜くようです!（エメラダ）
- 神田川JET GIRLS（部員A）

2020年
- 地縛少年花子くん（2020年 - 2025年、もっけC、怪異、生徒A、もっけ） - 3シリーズ
- 犬と猫どっちも飼ってると毎日たのしい（2020年 - 2021年、松本ひで吉）

2021年
- 2.43 清陰高校男子バレー部（応援団）
- 東京リベンジャーズ（女B）
- 結城友奈は勇者である -大満開の章-

2022年
- 聖剣伝説 Legend of Mana -The Teardrop Crystal-（サザビー）
- アキバ冥途戦争（カスミ）
- 魔入りました!入間くん（2022年 - 2023年、アンプシー・ナフラ）

2023年
- この素晴らしい世界に爆焔を!（かいかい）
- デュエル・マスターズ WIN 決闘学園編（2023年 - 2024年、チアガールA、ガ：ナテハ、チア妖精B）
- ニンジャラ（ハート）
- 青のオーケストラ（裾野姫子）
- 放課後少年花子くん（2023年 - 2024年、もっけC、目玉の怪異、ドアマンC〈もっけC〉） - 2シリーズ
- ビックリメン（小学生A）

2024年
- ようこそ実力至上主義の教室へ 3rd Season（猪狩桃子）
- 異世界でもふもふなでなでするためにがんばってます。（鈴子）
- 戦国妖狐（タヌ吉朗）
- 星降る王国のニナ（ニィナ、ミーヴァ）

2025年
- 悪役令嬢転生おじさん（ヴィオレ・コルボー、オリオン、少年B）
- サイレント・ウィッチ 沈黙の魔女の隠しごと（リンジー・ペイル）

### 劇場アニメ
- 夏へのトンネル、さよならの出口（2022年、キィ〈インコ〉）

### Webアニメ
- リラックマとカオルさん（2019年、サユ）
- ケンガンアシュラ（2019年、ホナルド[22]、竹丸美姫）
- アイドルランドプリパラ（2021年、ガイ子）

### ゲーム
2014年
- 十三支演義 〜偃月三国伝2〜

2016年
- モン娘☆は〜れむ（コーリン）
- 嫁コレ（小田切双葉）

2017年
- 旋光の輪舞2（ディクシー・デュティユー）

2019年
- きららファンタジア（小田切双葉、クロ）
- 英雄クロニクル（ユーザーキャラクター）

2021年
- 東方ダンマクカグラ（リリカ・プリズムリバー）
- 創造WebブラウザRPG バースセイバー（ハードレディC、チアフルレディC）

2022年
- Echocalypse -緋紅の神約-（李瑾）

2023年
- 女神楽園 ガーデス・パラダイス（ニーズヘッグ）

### 吹き替え

#### 映画
- 僕のワンダフル・ジャーニー（2019年、フィオナ[30]）
- チャイルド・プレイ（2019年、アンディ〈ガブリエル・ベイトマン〉）
- でっかくなっちゃった赤い子犬 僕はクリフォード（2022年、メリンダ〈マディソン・モリス〉[31]）
- ホーム・チーム（英語版）（2022年、ジェイソン〈クリストファー・ファーラー〉）

#### ドラマ
- HAWAII FIVE-0 シーズン7  19話、25話（2017年、モアニ）
- シカゴ・メッド
- リアルガールズ・イン・プリズン2（カリサ・ヘイル）
- シドニーと がんばりマックス（2020年-2021年、バッキー、ソフィア）
- CITY ON A HILL(2021年、キック)
- チャッキー（2022年、幼チャールズ）
- ARMORED SAURUS アーマードサウルス（2023年、アイン〈ムン・ソヒ〉[32]）

#### アニメ
- アダムス・ファミリー2 アメリカ横断旅行!（2022年、火山男子[33]）
- トランスフォーマー アーススパーク（スティービー[34]、観客女[35]
- 百妖譜（2024年、妖怪）

### ナレーション
- ネコネコ動画 〜おもしろニャンコ大集合〜（2013年）
- 単行本「腐男子社長」販売促進PV（2017年、KADOKAWA、カエリ鯛）※小西克幸と共演

### ラジオ
- ちなみとまいのラジヲ奇譚[36]（2019年、ニコニコ動画）

### インターネットテレビ
- 三者三葉♣活動（2016年、ニコニコ生放送）

### その他
- オリジナル朗読劇「お化けなんて全然怖くない。」[37]（2018年11月1日 - 4日、築地ブディストホール）

・オリジナル朗読劇「この空を見上げて」
チームsky  拓哉役
- ボイスコミック「メロと恋の魔法」（2019年、ムラサキ）

## ディスコグラフィ

### キャラクターソング
| 発売日  | タイトル                             | 歌                                         | 楽曲                                                   | 備考                                       |
| 2016年  | 2016年                               | 2016年                                     | 2016年                                                 | 2016年                                     |
| ------- | ------------------------------------ | ------------------------------------------ | ------------------------------------------------------ | ------------------------------------------ |
| 4月20日 | クローバー♣かくめーしょん            | とりぷる♣ふぃーりんぐ                      | 「クローバー♣かくめーしょん」 「スクールはいたっち！」 | テレビアニメ『三者三葉』オープニングテーマ |
| 4月20日 | ぐーちょきパレード                   | とりぷる♣ふぃーりんぐ                      | 「ぐーちょきパレード」 「ぱじゃまParty」               | テレビアニメ『三者三葉』エンディングテーマ |
| 5月18日 | 「三者三葉」キャラクターソング Vol.2 | 小田切双葉（金澤まい）、臼田桜（夏野菜緒） | 「とぅいんくる☆そんぐ！！」                            | テレビアニメ『三者三葉』関連曲             |
| 5月18日 | 「三者三葉」キャラクターソング Vol.2 | 小田切双葉（金澤まい）                     | 「満腹至上主義」                                       | テレビアニメ『三者三葉』関連曲             |

### シリーズ一覧
1. ↑  第1期（2020年）、第2期『2』第1クール（2025年）、第2期『2』第2クール（2025年）
2. ↑  第1話 - 第4話（2023年）、続編4話（2024年）

### ユニットメンバー
1. ↑  和久井優、金澤まい、今村彩夏